# Hudson Institute

Hudson Institute

Das Hudson Institute ist eine führende konservative Denkfabrik in den USA. Es wurde 1961 in Croton-on-Hudson im US-Bundesstaat New York vom Zukunftsforscher Herman Kahn sowie Max Singer und Oscar Ruebhausen gegründet. 1984 wurde der Hauptsitz des Instituts nach Indianapolis und 2004 nach Washington, D.C. verlegt. Seit 2021 ist John P. Walters CEO und Präsident des Instituts (Stand 2025); sein Vorgänger Ken Weinstein (* 1961) ist ein langjähriger Berater von Donald Trump und nach wie vor für außenpolitische Fragen am Hudson Institute zuständig.
Der Executive Director Charles Davidson trat 2018 zurück, als er erfuhr, dass das Hudson Institute eine 50.000 $-Spende von dem russischen Oligarchen Len Blavatnik angenommen hatte. Im September 2023 wurde das Hudson Institute in Russland als „unerwünschte Organisation“ eingestuft.